# Abd al-Hakim Harakat
Abd al-Hakim Harakat (Abdel Hakim Harkat, ar. عبد الحكيم حركات ;ur. 4 lipca 1968) – algierski judoka. Dwukrotny olimpijczyk. Zajął siedemnaste miejsce w Barcelonie 1992 i trzynaste w Atlancie 1996. Walczył w wadze półlekkiej i lekkiej.
Siódmy na mistrzostwach świata w 1991; uczestnik zawodów w 1987, 1989 i 1993. Startował w Pucharze Świata w 1989, 1992, 1993 i 1995. Wygrał igrzyska afrykańskie w 1987 i 1991. Mistrz igrzysk śródziemnomorskich w 1991 i 1993, a także trzeci w 1991. Złoty medalista mistrzostw Afryki w 1996 roku.

## Letnie Igrzyska Olimpijskie 1992
| Konkurencja | Eliminacje               | Repasaże          | Klas. końcowa |
| Konkurencja | Przeciwnik I             | Przeciwnik I      | Miejsce       |
| ----------- | ------------------------ | ----------------- | ------------- |
| 65 kg       | Israel Hernández (CUB) P | Dănuț Pop (ROU) P | 17.           |

## Letnie Igrzyska Olimpijskie 1996
| Konkurencja | Eliminacje                  | Eliminacje             | Repasaże                  | Klas. końcowa |
| Konkurencja | Przeciwnik I                | Przeciwnik II          | Przeciwnik I              | Miejsce       |
| ----------- | --------------------------- | ---------------------- | ------------------------- | ------------- |
| 71 kg       | Francisco Rodríguez (PUR) Z | Kenzō Nakamura (JPN) P | Thomas Schleicher (AUT) P | 13.           |